# Bookan jezik
Bookan jezik (ISO 639-3: bnb; baukan, baukan murut), austronezijski jezik uže sjevernobornejske skupine, kojim govori oko 2 760 ljudi (2000) uz gornje tokove rijeka Sook i Kinabatangan u distriktima Keningau i Kinabatangan, Malezija.
Jedini je predstavnik sjevernomurutske skupine murutskih jezika. Ima sljedeće dijalekte baukan (baokan, bokan, bookan, boken, bokun, bukun, bokon, ulun-no-bokon, ulun-no-bokan, pingas), kokoroton murut i tengara (tungara, tingara, tenggaraq, tangara’, tanggaraq, kinabatangan murut).

## Vanjske poveznice
- Ethnologue (14th)
- Ethnologue (15th)